# Alberget I Manfredi
Alberget I Manfredi (Albergheto I Manfredi) va ser fill de Francesc I Manfredi. Va ser senyor sobirà de Faenza del 1327 fins al 23 de juliol de 1328. Va ser també senyor de Marradi i Biforco, i de part de Calamello, Cavina, Cerfognano, Montemaggiore i Fornazzano el 1320, i senyor de Valmaggiore fins al 1323.
Va ser decapitat a Bolonya el 18 de novembre de 1329. Es va casar amb Jacoba Ubaldini i va ser el pare de Joan Manfredi de Marradi, Bernat (patrici), Giovanna, Maddalena i Isabella (esposa de Ludovico da Barbiano, comte de Cunio i senyor de la Massa Llombarda mort el 1408)